# Штадтленгсфельд
Штадтленгсфельд (нем. Stadtlengsfeld) — город в Германии, в земле Тюрингия. 
Входит в состав района Вартбург.  Население составляет 2566 человек (на 31 декабря 2010 года). Занимает площадь 27,61 км². Официальный код  —  16 0 63 072.
Город подразделяется на 3 городских района.

## Города-побратимы
- Гросенлюдер, Германия
- Кишкёрёш, Венгрия